# Раян Росс
Джордж Райан Росс Третій (англ. George Ryan Ross III; нар. 30 серпня 1986 року, Лас-Вегас, Невада) — американський гітарист, вокаліст та композитор, засновник, та екс-учасник Panic! at the Disco, де займав позицію гітариста, вокаліста та автора пісень до 2009 року. З 2009 року — засновник і вокаліст гурту The Young Veins. Пізніше Росс був зазначений, як композитор альбому Panic! at the Disco Vices & Virtues, який побачив світ у 2011 році.

## Біографія
Відвідував Bishop Gorman High School, що у Лас-Вегасі разом зі Спенсером Смітом, іншим формуючим учасником Panic! at the Disco.

### Початок кар'єри
У 12 років Росс отримав гітару на Різдво, та разом зі Спенсером Смітом, котрий отримав барабани, почав займатися музикою. Росс та Сміт головним чином переспівували Blink 182, де Росс був на вокалі. Вони назвали свій гурт «Pet Salamander». Свій перший текст пісні Росс написав в 14 років
До зустрічі з Брендоном Урі та появи Panic! at the Disco Росс та Сміт заснували гурт Summer League з Брентом Уїлсоном та гітаристом на ім'я Тревор.

### Початок The Young Veins
13 липня 2009 Райан Росс дав інтерв'ю MTV, у котрому розповів про розпад Panic! at the Disco, запевнивши, що він та решта членів Panic! at the Disco залишаються друзями. Він також розповів про свій новий проект, гурт The Young Veins..
15 липня Росс розповів MTV, що The Young Veins працюють над новим альбомом, а 16 жовтня повідомив, що робота над альбомом Take A Vacation! завершена.
The Young Veins підписали контракт з One Haven Music. Їх дебютний альбом побачив світ 8 червня 2010 року.

## Особисте життя
У 2006 році зустрічався з моделлю Жаклін Ванек. Причиною розлуки послужила зрада Жак у стані алкогольного сп'яніння.
З 2006–2009 офіційною супутницею Росса була Келті Коллін — танцівниця з The Rockettes. Знайомство відбулось на репетиції премії MTV VMA 2006.
Причиною розлуки стала зрада Росса у День народження Келті. Інша версія — Росс зустрічає Зі Берг під час Honda Civic Tour.
У 2009 році нетривалий час зустрічається з Кейт Томпсон.
2010 — донині з Елізабет «Зі» Берг з гурту The Like.